# Copa Libertadores Femenina 2011
La Copa Libertadores Femenina 2011 fue la tercera edición del torneo continental de fútbol femenino disputado en Brasil en noviembre de 2011 en la ciudad de Sao José dos Campos.

## Cambio de formato
El torneo se llevó a cabo del 13 al 27 de noviembre con los campeones de las diez asociaciones nacionales de la Conmebol, más el último campeón, Santos FC, y el equipo del Sao José EC, equipo local de la ciudad anfitriona.

## Equipos participantes
| País                                             | Equipo                                | Vía de clasificación                                                                    |
| ------------------------------------------------ | ------------------------------------- | --------------------------------------------------------------------------------------- |
| Argentina 1 cupo                                 | Boca Juniors                          | Campeón del Apertura 2010 y Clausura 2011                                               |
| Bolivia · 1 cupo                                 | Gerimex Santa Cruz                    | Campeón de Campeonato Boliviano de 2011                                                 |
| Brasil 1 cupo + campeón vigente + cupo anfitrión | Santos FC Duque de Caxias São José EC | Campeón de Copa Libertadores Femenina 2010 Campeón de Copa de Brasil de 2010 Anfitriona |
| Chile · 1 cupo                                   | Colo-Colo                             | Campeón de campeonato femenino de fútbol chileno 2010                                   |
| Colombia · 1 cupo                                | Formas Íntimas                        | Vencedor del partido de clasificación.                                                  |
| Ecuador · 1 cupo                                 | Liga de Quito                         | Campeón de Campeonato Ecuatoriano de 2011                                               |
| Paraguay 1 cupo                                  | Universidad Autónoma de Asunción      | Campeón de Campeonato Paraguayo de 2010                                                 |
| Perú · 1 cupo                                    | JC Sport Girls                        | Campeón de Campeonato Peruano de 2011                                                   |
| Uruguay · 1 cupo                                 | Nacional                              | Campeón de Campeonato Uruguayo de 2010                                                  |
| Venezuela · 1 cupo                               | Caracas FC                            | Campeón de Campeonato Venezolano de 2011                                                |

### Sorteo
El sorteo se realizó en la sede de la Conmebol, Paraguay el 31 de octubre de 2011.

## Árbitras
El 20 de octubre de 2011, la Comisión de Árbitros de la Conmebol anunció la nómina de árbitras principales y asistentes para el certamen, la cual consta de 10 árbitras principales y 10 árbitras asistentes, uno por cada país.
| Árbitras - Estela Álvarez - Cándida Colque - Ana Karina Marques - Carolina González - Yeimi Martínez - Juana Delgado - Norma González - Melany Bermejo - Gabriela Bandeira - Yanina Mujica |  | Asistentes - María Laura Fortunato - Liliana Bejarano - Katiuscia Mendonça - Loreto Andrea Toloza - Luz Amalia Ruíz - Mónica Amboya - Rossana Salinas - Carmen Retuerto - Luciana Mascaraña - Isley Delgado |

## Primera fase
Los 12 equipos participantes en la primera fase se dividieron en 3 grupos de 4 equipos cada uno. Luego de una liguilla simple (a una sola rueda de partidos), pasaron a segunda ronda el primero de cada grupo y quien resultó el mejor segundo de entre los tres grupos.
Sistema de desempate:

En caso de empate en puntos en la primera y/o segunda posiciones de la Primera Etapa/Grupos, la clasificación se determinará de la siguiente manera:
- a) Diferencia de goles. La diferencia de goles se determina restando los goles recibidos de los goles marcados.
- b) Mayor cantidad de goles marcados.
- c) El resultado del partido jugado entre los empatados.
- d) Sorteo.

Si se produjera empate en los partidos de la Etapa Final, se ejecutarán tiros desde el punto penal, conforme a las Reglas de FIFA, hasta definir al ganador.

### Grupo A
| Equipo                           | Pts | PJ | PG | PE | PP | GF | GC | DG  |
| -------------------------------- | --- | -- | -- | -- | -- | -- | -- | --- |
| Colo-Colo                        | 7   | 3  | 2  | 1  | 0  | 9  | 3  | 6   |
| Universidad Autónoma de Asunción | 5   | 3  | 1  | 2  | 0  | 7  | 3  | 4   |
| Duque de Caxias                  | 4   | 3  | 1  | 1  | 1  | 5  | 2  | 3   |
| JC Sport Girls                   | 0   | 3  | 0  | 0  | 3  | 1  | 14 | -13 |

| 13 de noviembre de 2011, 10:00 | Universidad Autónoma de Asunción       | 2:2 (0:1) | Colo-Colo                                           | Estadio Municipal Dr. Mario Martins Pereira, Sao José dos Campos |                            |
|                                | Noelia Cuevas 46' · Dulce Quintana 78' |           | Bárbara Santibáñez 32' · Nathalie Quezada 50' (pen) | Árbitro(s): Estela Álvarez                                       | Árbitro(s): Estela Álvarez |

| 13 de noviembre de 2011, 12:15 | Duque de Caxias                                 | 4:0 (2:0) | JC Sport Girls | Estadio Municipal Dr. Mario Martins Pereira, Sao José dos Campos |                           |
|                                | Neia 5' · Camila 42' · Bárbara 59' · Dayany 83' |           |                | Árbitro(s): Yanina Mujica                                        | Árbitro(s): Yanina Mujica |

| 16 de noviembre de 2011, 15:45 | Duque de Caxias | 0:0 | Universidad Autónoma de Asunción | Estadio Municipal Dr. Mario Martins Pereira, Sao José dos Campos |  |
|                                |                 |     |                                  | Árbitro(s): Gabriela Bandeira                                    |  |

| 16 de noviembre de 2011, 18:00 | JC Sport Girls | 0:5 (0:1) | Colo-Colo                                                                                   | Estadio Municipal Dr. Mario Martins Pereira, Sao José dos Campos |                            |
|                                |                |           | Estefanía Banini 32' · Nathalie Quezada 55' · Karen Araya 61', 80' · Bárbara Santibáñez 72' | Árbitro(s): Cándida Colque                                       | Árbitro(s): Cándida Colque |

| 19 de noviembre de 2011, 10:00 | Duque de Caxias | 1:2 (1:1) | Colo-Colo                                    | Estadio Municipal Dr. Mario Martins Pereira, Sao José dos Campos |                            |
|                                | Bárbara 45+2'   |           | Nathalie Quezada 32' · Karen Araya 77' (pen) | Árbitro(s): Estela Álvarez                                       | Árbitro(s): Estela Álvarez |

| 19 de noviembre de 2011, 12:15 | Universidad Autónoma de Asunción                                       | 5:1 (3:0) | JC Sport Girls   | Estadio Municipal Dr. Mario Martins Pereira, Sao José dos Campos |                                |
|                                | Verónica Riveros 23', 24' · Dulce Quintana 28', 70' · Silvia Gette 83' |           | Daysi Aubert 71' | Árbitro(s): Ana Karina Marques                                   | Árbitro(s): Ana Karina Marques |

### Grupo B
| Equipo             | Pts | PJ | PG | PE | PP | GF | GC | DG  |
| ------------------ | --- | -- | -- | -- | -- | -- | -- | --- |
| Santos FC          | 9   | 3  | 3  | 0  | 0  | 15 | 2  | 13  |
| Caracas FC         | 6   | 3  | 2  | 0  | 1  | 13 | 4  | 9   |
| Gerimex Santa Cruz | 1   | 3  | 0  | 1  | 2  | 1  | 11 | -10 |
| Nacional           | 1   | 3  | 0  | 1  | 2  | 1  | 13 | -12 |

| 14 de noviembre de 2011, 16:45 | Nacional   | 1:1 (0:0) | Gerimex Santa Cruz | Estadio Municipal Dr. Mario Martins Pereira, Sao José dos Campos |                                |
|                                | Loayza 49' |           | Yun 53'            | Árbitro(s): Ana Karina Marques                                   | Árbitro(s): Ana Karina Marques |

| 14 de noviembre de 2011, 19:00 | Santos FC                                    | 4:2 (2:1) | Caracas FC           | Estadio Municipal Dr. Mario Martins Pereira, Sao José dos Campos |                               |
|                                | Chú 2', 28' · Glauicia 46' · Esterguiane 78' |           | Ysaura Viso 30', 74' | Árbitro(s): Carolina González                                    | Árbitro(s): Carolina González |

| 17 de noviembre de 2011, 13:30 | Nacional | 0:5 (0:2) | Caracas FC                                           | Estadio Municipal Dr. Mario Martins Pereira, Sao José dos Campos |                           |
|                                |          |           | Ysaura Viso 6', 29', 32' · Basanta 54' · Ascanio 71' | Árbitro(s): Juana Delgado                                        | Árbitro(s): Juana Delgado |

| 17 de noviembre de 2011, 16:00 | Santos FC                             | 4:0 (1:0) | Gerimex Santa Cruz | Estadio Municipal Dr. Mario Martins Pereira, Sao José dos Campos |                            |
|                                | Érika 30', 87' · Karen 64' · Dani 71' |           |                    | Árbitro(s): Yeimi Martínez                                       | Árbitro(s): Yeimi Martínez |

| 20 de noviembre de 2011, 18:45 | Gerimex Santa Cruz | 0:6 (0:4) | Caracas FC                                                                                  | Estadio Municipal Dr. Mario Martins Pereira, Sao José dos Campos |                            |
|                                |                    |           | Ysaura Viso 5', 79', 87' · Lisbeth Bandres 11' · Yusmery Ascanio 21' · Ruthlesby Flores 23' | Árbitro(s): Norma González                                       | Árbitro(s): Norma González |

| 20 de noviembre de 2011, 21:00 | Nacional | 0:7 (0:3) | Santos FC                                                      | Estadio Municipal Dr. Mario Martins Pereira, Sao José dos Campos |                            |
|                                |          |           | Glaucia 3', 72' · Angélica 29' · Karen 36' 76' · Érika 39' 57' | Árbitro(s): Yeimi Martínez                                       | Árbitro(s): Yeimi Martínez |

### Grupo C
| Equipo         | Pts | PJ | PG | PE | PP | GF | GC | DG |
| -------------- | --- | -- | -- | -- | -- | -- | -- | -- |
| Sao José EC    | 7   | 3  | 2  | 1  | 0  | 7  | 4  | 3  |
| Formas Íntimas | 4   | 3  | 1  | 1  | 1  | 9  | 9  | 0  |
| Boca Juniors   | 3   | 3  | 1  | 0  | 2  | 6  | 6  | 0  |
| Liga de Quito  | 3   | 3  | 1  | 0  | 2  | 5  | 8  | -3 |

| 15 de noviembre de 2011, 15:45 | São José EC             | 2:0 (1:0) | Liga de Quito | Estadio Municipal Dr. Mario Martins Pereira, Sao José dos Campos |                            |
|                                | Daniele Batista 9', 47' |           |               | Árbitro(s): Melany Bermejo                                       | Árbitro(s): Melany Bermejo |

| 15 de noviembre de 2011, 18:00 | Boca Juniors                               | 2:3 (2:1) | Formas Íntimas                                                             | Estadio Municipal Dr. Mario Martins Pereira, Sao José dos Campos |                            |
|                                | Vanesa Santana 2' · María Belén Potassa 8' |           | Lady Andrade 33' (pen) · Viviana Cardona 67' · Jennifer Peñaloza 87' (pen) | Árbitro(s): Norma González                                       | Árbitro(s): Norma González |

| 18 de noviembre de 2011, 15:30 | Formas Íntimas                       | 2:3 (1:3) | Liga de Quito                 | Estadio Municipal Dr. Mario Martins Pereira, Sao José dos Campos |                            |
|                                | Lady Andrade 30' · Yisela Cuesta 52' |           | Mónica Quinteros 4', 39', 45' | Árbitro(s): Melany Bermejo                                       | Árbitro(s): Melany Bermejo |

| 18 de noviembre de 2011, 18:00 | Boca Juniors | 0:1 (0:0) | São José EC | Estadio Municipal Dr. Mario Martins Pereira, Sao José dos Campos |                            |
|                                |              |           | Poliana 60' | Árbitro(s): Cándida Colque                                       | Árbitro(s): Cándida Colque |

| 21 de noviembre de 2011, 15:30 | Formas Íntimas                                                             | 4:4 (0:3) | São José EC                                                      | Estadio Municipal Dr. Mario Martins Pereira, Sao José dos Campos |                               |
|                                | Yisela Cuesta 64', 75' · Katherine García 71' · Daniela Montoya Quiroz 79' |           | Daniele Milho 9', 39' · Poliana 33' · Rafaela Graciano Silva 79' | Árbitro(s): Carolina González                                    | Árbitro(s): Carolina González |

| 21 de noviembre de 2011, 18:00 | Boca Juniors                                                  | 4:2 (2:0) | Liga de Quito                           | Estadio Municipal Dr. Mario Martins Pereira, Sao José dos Campos |                                |
|                                | María Potassa 16' · Carmen Brusca 23' · Andrea Ojeda 49', 73' |           | Madelin Riera 66' · Ligia Moreira 90+2' | Árbitro(s): Ana Karina Marques                                   | Árbitro(s): Ana Karina Marques |

### Mejor segundo
El mejor segundo de los tres grupos avanza a las semifinales
| Equipo                           | Pts | PJ | PG | PE | PP | GF | GC | DG | GRUPO |
| -------------------------------- | --- | -- | -- | -- | -- | -- | -- | -- | ----- |
| Caracas FC                       | 6   | 3  | 2  | 0  | 1  | 12 | 4  | 8  | B     |
| Universidad Autónoma de Asunción | 5   | 3  | 1  | 2  | 0  | 7  | 3  | 4  | A     |
| Formas Íntimas                   | 4   | 3  | 1  | 1  | 1  | 9  | 9  | 0  | C     |

## Fase final
La fase final se jugó entre el 24 y 27 de noviembre de 2011.
|  | Semifinales                                  | Semifinales                                  |   |                                              | Final                                        | Final |  |
|  |                                              |                                              |   |                                              |                                              |       |  |
|  |                                              |                                              |   |                                              |                                              |       |  |
|  | Sao José dos Campos, 24 de noviembre de 2011 |                                              |   |                                              |                                              |       |  |
|  | Santos                                       | 1                                            |   |                                              |                                              |       |  |
|  | Sao José EC                                  | 2                                            |   |                                              |                                              |       |  |
|  |                                              |                                              |   |                                              |                                              |       |  |
|  |                                              |                                              |   |                                              | Sao José dos Campos, 27 de noviembre de 2011 |       |  |
|  |                                              |                                              |   |                                              | Sao José EC                                  | 1     |  |
|  |                                              | Colo-Colo                                    | 0 |                                              |                                              |       |  |
|  |                                              |                                              |   |                                              |                                              |       |  |
|  |                                              |                                              |   |                                              |                                              |       |  |
|  |                                              |                                              |   |                                              | Tercer lugar                                 |       |  |
|  | Sao José dos Campos, 24 de noviembre de 2011 | Sao José dos Campos, 24 de noviembre de 2011 |   | Sao José dos Campos, 27 de noviembre de 2011 | Sao José dos Campos, 27 de noviembre de 2011 |       |  |
|  | Colo-Colo                                    | 4                                            |   | Santos                                       | 6                                            |       |  |
|  | Caracas FC                                   | 1                                            |   |                                              | Caracas FC                                   | 0     |  |

### Semifinales
| 24 de noviembre de 2011, 16:00 | Santos   | 1:2 (1:1) | Sao José EC                  | Estadio Municipal Dr. Mario Martins Pereira, Sao José dos Campos |                            |
|                                | Erika 1' |           | Formiga 44' · Francielli 85' | Árbitro(s): Norma González                                       | Árbitro(s): Norma González |

| 24 de noviembre de 2011, 18:30 | Colo-Colo                                                                   | 4:1 (2:1) | Caracas FC      | Estadio Municipal Dr. Mario Martins Pereira, Sao José dos Campos |                            |
|                                | Bárbara Santibáñez 28', 30' · Yanara Aedo 46' · Soleidys Reingel 70' (a.g.) |           | Ysaura Viso 15' | Árbitro(s): Estela Álvarez                                       | Árbitro(s): Estela Álvarez |

### Tercer Puesto
| 27 de noviembre de 2011, 09:45 | Santos                                                         | 6:0 (2:0) | Caracas FC | Estadio Municipal Dr. Mario Martins Pereira, Sao José dos Campos |  |
|                                | Chú 25', 88' · Glaucia 27' · Gabi 63', 66' (pen) · Pereira 84' |           |            |                                                                  |  |

### Final
| 27 de noviembre de 2011, 12:00 | Sao José EC | 1:0 (0:0) | Colo-Colo | Estadio Municipal Dr. Mario Martins Pereira, Sao José dos Campos |                           |
|                                | Poliana 52' |           |           | Árbitro(s): Juana Delgado                                        | Árbitro(s): Juana Delgado |

|                                 |
| Bandera de Brasil               |
| Campeón Sao José EC 1.er título |

## Estadísticas

### Tabla general
| Pos. | Equipo             | Pts. | PJ | PG | PE | PP | GF | GC | DG  |
| ---- | ------------------ | ---- | -- | -- | -- | -- | -- | -- | --- |
| 1    | São José           | 13   | 5  | 4  | 1  | 0  | 10 | 5  | 5   |
| 2    | Santos             | 12   | 5  | 4  | 0  | 1  | 22 | 4  | 18  |
| 3    | Colo Colo          | 10   | 5  | 3  | 1  | 1  | 13 | 5  | 8   |
| 4    | Caracas            | 6    | 5  | 2  | 0  | 3  | 14 | 14 | 0   |
| 5    | UAA                | 5    | 3  | 1  | 2  | 0  | 7  | 3  | 4   |
| 6    | Duque de Caxias    | 4    | 3  | 1  | 1  | 1  | 5  | 2  | 3   |
| 7    | Formas Íntimas     | 4    | 3  | 1  | 1  | 1  | 9  | 9  | 0   |
| 8    | Boca Juniors       | 3    | 3  | 1  | 0  | 2  | 6  | 6  | 0   |
| 9    | Liga de Quito      | 3    | 3  | 1  | 0  | 2  | 5  | 8  | –3  |
| 10   | Gerimex Santa Cruz | 1    | 3  | 0  | 1  | 2  | 1  | 11 | –10 |
| 11   | Nacional           | 1    | 3  | 0  | 1  | 2  | 1  | 13 | –12 |
| 12   | JC Sport Girls     | 0    | 3  | 0  | 0  | 3  | 1  | 14 | –13 |